# Gresik
Gresik (dawniej Grisee) – miasto w Indonezji na Jawie w prowincji Jawa Wschodnia nad cieśniną Surabaja.
73 tys. mieszkańców (2006).
Ośrodek handlowy regionu rolniczego; przemysł chemiczny (nawozy sztuczne, kwas siarkowy), stoczniowy, włókienniczy, skórzany, drzewny, cementowy; rybołówstwo; rzemiosło artystyczne.
Miasto już w XI w. było znanym ośrodkiem handlowym. W XIV w. przybyli tu chińscy koloniści. W 1602 r. Holendrzy założyli faktorię, zdobytą i zniszczoną w 1613 r. przez sułtanat Mataram; od 1743 r. ponownie należało do Holendrów (z wyjątkiem lat 1814–1815 kiedy zostało zajęte przez Brytyjczyków).